# René Philoctète
 René Philoctète  (Jérémie, Haití, 16 de noviembre de 1932 – Puerto Príncipe , Haití, 17 de julio de 1995, escritor, poeta, dramaturgo y periodista   haitiano.

## Biografía
En los años sesenta funda, con Jean-Claude Fignolé y  Frankétienne, el Movimiento Espiralista, corriente literaria que sería determinante en las generaciones posteriores.
Autor de una extensa e intensa obra poética, Philoctète escribió también varias obras teatrales que se representaron en Puerto Príncipe.
Sólo abandonó la isla en dos ocasiones. En 1965, cuando se vio obligado a exiliarse a Canadá, donde permaneció unos meses, y en 1992, para recibir el premio del Parlamento argentino.
Mientras trabaja como profesor de literatura en un instituto de Puerto Príncipe, escribe encendidas crónicas contra la violencia y la corrupción de la dictadura de los Duvalier en el periódico Le Nouvelliste.
Publicó en diferentes editoriales haitianas tres novelas, cuatro obras teatrales y diez libros de poemas. En 2003 se publicó en Francia su Anthologie poétique (París, Actes Sud, 2003).

### Novela
- Le huitième jour. Port-au-Prince: Éditions de l'an 2000, 1973.
- Le peuple des terres mêlées. Port-au-Prince: Deschamps, 1989.
- Une saison de cigales. Port-au-Prince: Éditions Conjonction, 1993.

### Poesía
- Saison des hommes. Port-au-Prince, 1960.
- Margha. Ilustraciones de Luckner Lazard. Port-au-Prince: Art Graphique Presse, 1961.
- Les tambours du soleil. Port-au-Prince: Imprimerie des Antilles, 1962; Mis en scène par Faubert Bolivar, 1999 à Port-au-Prince.
- Promesse. Port-au-Prince: s.n., 1963
- Et caetera. Port-au-Prince: s.n., 1967; Port-au-Prince: Atelier Fardin, 1974.
- Ces îles qui marchent. Port-au-Prince: Spirale, 1969; Port-au-Prince: Éditions Mémoire, 1992.
- Margha; Les tambours du soleil; et Ces îles qui marchent. (réimprimés en facsimile avec des poésies de René Depestre, Roger Dorsinville et Roland Morisseau). Nendeln: Kraus Reprint, 1970.
- Herbes folles. Port-au-Prince: s.n. 1982.
- Ping-Pong politique. Port-au-Prince: s.n., 1987.
- Caraïbe.  Port-au-Prince: s.n., 1982; Port-au-Prince: Editions Mémoire, 1995.
- Anthologie poétique. Édition établie et présentée par Lyonel Trouillot. París: Actes Sud, 2003.

### Teatro
- Rose morte. Port-au-Prince: 1962, texte miméographié.
- Boukman, ou le rejeté des enfers. Port-au-Prince: 1963, texte miméographié.
- Escargots. Port-au-Prince: 1965, texte miméographié.
- Monsieur de Vastey. Port-au-Prince: Éditions Fardin, 1975.

### Edición en español
- Perejil, Ediciones Barataria, ISBN 978-84-95764-18-8, 2004